# المارك الإستوني

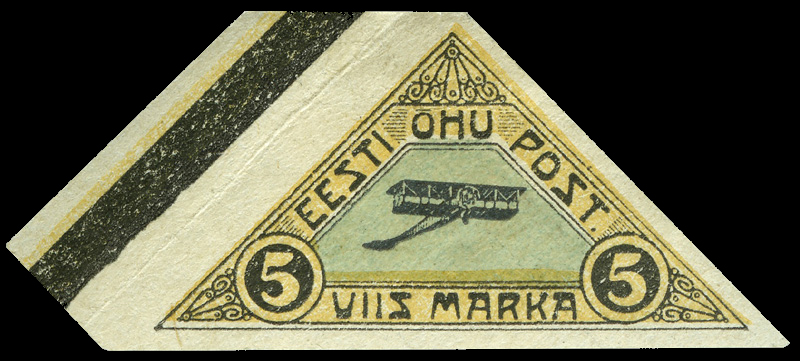
طابع بريدي إستوني مقوم بالماركات، 1920

العلامة الإستونية (الإستونية: Eesti mark) كانت عملة إستونيا بين عامي 1918 و1928. وكانت تعمل بالتوازي مع أوراق الدفع الصادرة عن غرفة المقاصة في تالين نظرًا لنقص النقد في إستونيا. وأُستبدل آخر أوراق الدفع المتاحة بالمارك في عام 1923. وفي 11 نوفمبر 1918، اجتمعت الحكومة المؤقتة الإستونية بعد الهدنة لمناقشة، من بين قضايا أخرى، المسائل المالية وفي 30 نوفمبر 1918 وافقت الحكومة المؤقتة على إنشاء المارك الإستوني. وقد صُممت العملة على غرار ألمانيا حيث تأثرت المالية الإستونية بالقانون الألماني في عام 1918. كانت تعادل في البداية المارك الألماني، الذي كان متداولًا جنبًا إلى جنب مع الروبل الإمبراطوري منذ الاحتلال الألماني. وقد قُسم إلى 100 بنس.
حتى عام 1919 كان هناك أيضًا روبل روسي، وأوستروبيل ألماني، ومارك فنلندي متداول.
طُبعت أولى العلامات النقدية في إستونيا وفنلندا بفئات وأنواع مختلفة. وأصدرها بنك إستونيا للاستخدام العام في ربيع عام ١٩١٩، حيث كان البنك هو المؤسسة الوحيدة المخولة بإصدار الأوراق النقدية في إستونيا ابتداءً من ٣٠ أبريل ١٩١٩. في البداية، كانت العلامة عبارة عن ورقة نقدية (الإستونية: kassatäht). في عام 1922، مذكرة تبادل (الإستونية: vahetustäht) دخلت حيز التداول، وبموجب اللوائح، أُلزمت المؤسسات والهيئات الحكومية بقبول كميات غير محدودة، والمؤسسات الخاصة والأفراد بقبول ما يصل إلى 2000 مارك مع كل دفعة. وأخيرًا، صدرت أوراق بنك إستونيا النقدية ( الإستونية: pangatäht) أُفرج عنهم والتي كانت مغطاة بالكامل بـ "أصول البنك والأصول المرهونة في حوزة البنك".
عند طرح المارك لأول مرة، حاولت الحكومة الإستونية دعم العملة بضمانات حقيقية، ولكن بعد فشلها، أصبح المارك مجرد عملة ورقية بلا غطاء. ونظرًا للوضع الاقتصادي، وارتفاع معدل التضخم في المارك، ونضوب احتياطيات الذهب، بادرت الدولة باتخاذ خطوات لتنظيم إصلاح نقدي لتحقيق الاستقرار. استُبدل المارك عام ١٩٢٤ في التجارة الخارجية، وفي عام ١٩٢٨ في الاستخدام اليومي بالكرون الإستوني بسعر صرف ١ كرون = ١٠٠ مارك. ونظرًا لعدم طباعة ما يكفي من أوراق الكرون النقدية بحلول عام ١٩٢٨، طُبعت فوق السلسلة الأخيرة من أوراق الـ ١٠٠ مارك النقدية عبارة "كرونة واحدة" (الإستونية: ÜKS KROON)

## عملات معدنية
صدرت عملات معدنية بفئات 1 و3 و5 و10 ماركات بين عامي 1922 و1926. وسُكت العملات الصادرة عام 1922 من النحاس والنيكل، بينما صدرت العملات اللاحقة من النيكل والبرونز.

## الأوراق النقدية
في عام ١٩١٩، صدرت أوراق الخزانة ("كاساتاهت") بفئات ٥، ١٠، ٢٠، و٥٠ بنسًا، و١، ٣، ٥، ١٠، ٢٥، ٥٠، و١٠٠ مارك ("بانجاتاهت"). لاحقًا، صدرت أوراق الخزانة بفئات تصل إلى ١٠٠٠ مارك، بالإضافة إلى أوراق نقدية تصل إلى ٥٠٠٠ مارك. كما صدرت أوراق الصرف ("فاهيتوستات") عام ١٩٢٢ بفئات ١٠ و٢٥ ماركًا.